# Delary
Delary – miejscowość (tätort) w Szwecji, w regionie administracyjnym (län) Kronoberg, w gminie Älmhult.
Według danych Szwedzkiego Urzędu Statystycznego liczba ludności wyniosła: 207 (31 grudnia 2018) i 217 (31 grudnia 2019).